# Parafroneta haurokoae
Parafroneta haurokoae är en spindelart som beskrevs av A. David Blest och Vink 2002. Parafroneta haurokoae ingår i släktet Parafroneta och familjen täckvävarspindlar. Inga underarter finns listade i Catalogue of Life.